# Julidochromis transcriptus
Julidochromis transcriptus är en fiskart som beskrevs av Matthes, 1959. Julidochromis transcriptus ingår i släktet Julidochromis och familjen Cichlidae. IUCN kategoriserar arten globalt som livskraftig. Inga underarter finns listade i Catalogue of Life.